# Петар Кривокућа
Петар Кривокућа (Рокци, 12. јун 1947) бивши је југословенски и српски фудбалер, репрезентативац Југославије.

## Каријера
Фудбалску каријеру је почео 1962. године у Јавору из Ивањице, где је променио сва места у тиму. Крајем шездесетих наступао је и за ужичку Слободу. Пуну фудбалску афирмацију је стекао у београдској Црвеној звезди, за коју је од 4. фебруара 1968. до 11. јула 1976. одиграо укупно 344 утакмице (од тога 142 првенствених) и постигао 22 гола. У дресу „црвено-белих“ трипут је освајао првенство Југославије (1969, 1970, 1973) и два пута Куп маршала Тита (1970, 1971).
После две операције менискуса, играо је 1976. за грчку екипу Ираклиса из Солуна, па у сезони 1977/78. за француски Руан. Наступао је и за тада нижеразредне београдске клубове Обилић и Вождовачки - све до 1983.
Уз четири утакмице за омладинску (1962), седам за младу (постигао један гол) и једну за "Б" репрезентацију (1964), одиграо је и 13 утакмица за најбољу селекцију Југославије. Дебитовао је 14. јуна 1972. против Венецуеле у Куритибију, на „Купу независности Бразила“ кад је Југославија победила са 10:0. Последњу утакмицу за државни тим одиграо је 5. јуна 1974. против Енглеске у Београду, на којој је био повређен и због повреде није путовао на Светско првенство 1974. у СР Немачкој.
По завршетку играчке каријере радио је у стручном штабу Црвене звезде, а једно време је током 2009. године обављао функцију директора Омладинске школе црвено-белих, али је убрзо напустио то место.

## Успеси
Црвена звезда
- Првенство Југославије: 1969, 1970, 1973.
- Куп Југославије: 1970, 1971.